# Canalicule aberante ale epididimului
Canalicule aberante ale epididimului sunt două tubușoare subțiri, întortocheate, terminate în fund de sac. Canaliculul aberant superior (Ductulus aberrans superior) se găsește în regiunea capului epididimului, iar canaliculul aberant inferior (Ductulus aberrans inferior) la nivelul caudal. Canalicule aberante sunt alcătuite din țesut conjunctiv tapetat cu epiteliu columnar pseudostratificat.

## Omologie
Canalicule aberante epididimare se dezvoltă în perioada embriogenezei din canalele mezonefrale (Wolf), care la femeie se păstrează sub
formă de canalicule rudimentare - epooforon și parooforon.